# Adelaide di Borgogna
Adelaide di Borgogna, ossia Ottone, re d'Italia (Adélaïde de Bourgogne, ou Otto, roi d'Italie) est un opéra en deux actes composé par Gioachino Rossini (avec la participation de Michele Carafa) sur la base d'un livret de Giovanni Schmidt. La première eut lieu au Teatro Argentina à Rome le 27 décembre 1817.

## Histoire
Le sujet de l'œuvre fait référence à un épisode de l'histoire médiévale italienne. Lothaire II, roi d'Italie de 945 à 950, fut empoisonné par Bérenger, qui usurpa la couronne. La veuve de Lothaire, Adélaïde de Bourgogne, se réfugie dans la forteresse de Canossa (Canosso dans le livret), pour échapper aux persécutions de Bérenger, qui voudrait la forcer à épouser Adelbert, son fils. À Canossa, Adélaïde est protégée par Attone (Iroldo dans le livret) mais, incapable de résister au siège, elle demande l'intervention d'Otton le Grand (Ottone), empereur d'Allemagne, s'offrant comme épouse et lui accordant les droits qui lui sont dus. Ottone descend en Lombardie, libère Adélaïde, l'épouse et l'emmène avec lui en Allemagne.
Cependant, le livret de Giovanni Schmidt contient quelques inexactitudes : l'action est datée de 947, alors qu'en réalité Lotario est mort en 950 ; en outre, on dit que la forteresse de Canossa est située près du lac de Garde, mais en réalité elle se trouve sur les Apennins de Reggio Emilia.
La scène se déroule en partie dans la forteresse de Canossa, en partie dans le camp d'Ottone.

## Création
Adélaïde de Bourgogne a été mise en scène le 27 décembre 1817, où Elisabetta Pinotti interprétait le rôle d'Ottone, au Teatro Argentina de Rome. L'opéra, confié à une très modeste compagnie de chant avec Elisabetta Manfredini, et basé sur un livret ennuyeux qui ne stimule pas la créativité de Rossini, n'obtient pas de succès.
Le 3 avril 1820, la première eut lieu au Teatro San Luca (aujourd'hui Teatro stable del Veneto Carlo Goldoni) à Venise. La première eut lieu le 25 octobre 1822 au Teatro Nacional de São Carlos de Lisbonne. Le 12 juin 1825, la première eut lieu au Teatro Carlo Lodovico (appelé plus tard Teatro San Marco) à Livourne. Il fut repris dans quelques théâtres (on se souvient d'une représentation à Turin avec Giuditta Pasta dans le rôle d'Ottone). Rossini a repris une partie de la musique pour Eduardo et Cristina.
Dans les temps modernes, il a été repris à plusieurs reprises, en 1978 en concert au Queen Elizabeth Hall de Londres avec Ernesto Palacio, en 1984 au Festival della Valle d'Itria avec Mariella Devia, en 1988 à la Salle Pleyel de Paris (avec Devia, Palacio et Martine Dupuy sous la direction d'Alberto Zedda) et en 2005 en concert au Festival international d'Édimbourg avec Jennifer Larmore et Bruce Ford ; au Festival d'Opéra Rossini, il n'y a eu que deux représentations semi-scéniques en 2006 (avec Daniela Barcellona, Patrizia Ciofi, Lorenzo Regazzo et l'Orchestre Haydn). La première représentation scénique au ROF a eu lieu en 2011 (avec Barcelone, Jessica Pratt et Nicola Ulivieri), à l'occasion des célébrations du 150e anniversaire de l'Unification de l'Italie.

## Rôles
| Rôles      | voix                   | Chanteurs lors de la première (27 décembre 1817) |
| ---------- | ---------------------- | ------------------------------------------------ |
| Adelaide   | soprano                | Elisabetta Manfredini-Guarmani                   |
| Ottone     | contralto              | Elisabetta Pinotti                               |
| Adelberto  | ténor                  | Savino Monelli                                   |
| Berengario | basse                  | Gioacchino Sciarpelletti                         |
| Eurice     | mezzo-soprano          | Anna Maria Muratori                              |
| Ernesto    | ténor                  | Giovanni Puglieschi                              |
| Iroldo     | mezzo-soprano ou ténor | Luisa Bottesi                                    |

## Discographie
| Année | Distribution (Ottone, Adelaide, Berengario, Adalberto)           | Chef d'orchestre, opéra et orchestre | Label                                   |
| ----- | ---------------------------------------------------------------- | --- | --------------------------------------- |
| 1984  | Martine Dupuy, Mariella Devia, Armando Caforio, Aldo Bertolo     | Alberto Zedda, Orchestre du Festival de Martina Franca et le New Cambridge Chorus (Enregistrement d'une représentation lors du Festival della Valle d'Itria à Martina Franca, dans le Sud de l'Italie, 4 Aout 1984) | Audio CD: Fonit Cetra Cat: 3984 27591   |
| 2005  | Jennifer Larmore, Marjella Cullagh, Mirco Palazzi, Bruce Ford    | Giuliano Carella, Scottish Chamber Orchestra et Chœurs (Enregistrement d'un concert au Usher Hall, Edimbourg, 19 aout 2005)                                                                                         | Audio CD: Opera Rara Cat: ORC 32        |
| 2011  | Daniela Barcellona, Jessica Pratt, Bogdan Mihai, Nicola Uliviero | Dmitri Jurowski, Orchestre et Chœur du Teatro Comunale di Bologna. (Enregistrement d'une représentation lors du Rossini Opera Festival à Pesaro)                                                                    | Blu-ray DVD: Arthuas Musik, Cat: 108060 |

## Sources
- Philip Gossett; Patricia Brauner, in Amanda Holden (Ed.) (2001), The New Penguin Opera Guide, New York: Penguin Putnam.  (ISBN 0-14-029312-4)
- Charles Osborne (1994), The Bel Canto Operas of Rossini, Donizetti, and Bellini, Portland, Oregon: Amadeus Press.  (ISBN 0-931340-71-3)
- Richard Osborne, Rossini, Ithaca, New York: Northeastern University Press, 1990  (ISBN 1-55553-088-5)  (ISBN 1-55553-088-5)
- Richard Osborne, "Adelaide di Borgogna", in  Stanley Sadie, (Ed.), The New Grove Dictionary of Opera, Vol. One. p. 19. London: MacMillan Publishers, Inc. 1998   (ISBN 0-333-73432-7)  (ISBN 1-56159-228-5)